# AlexNet

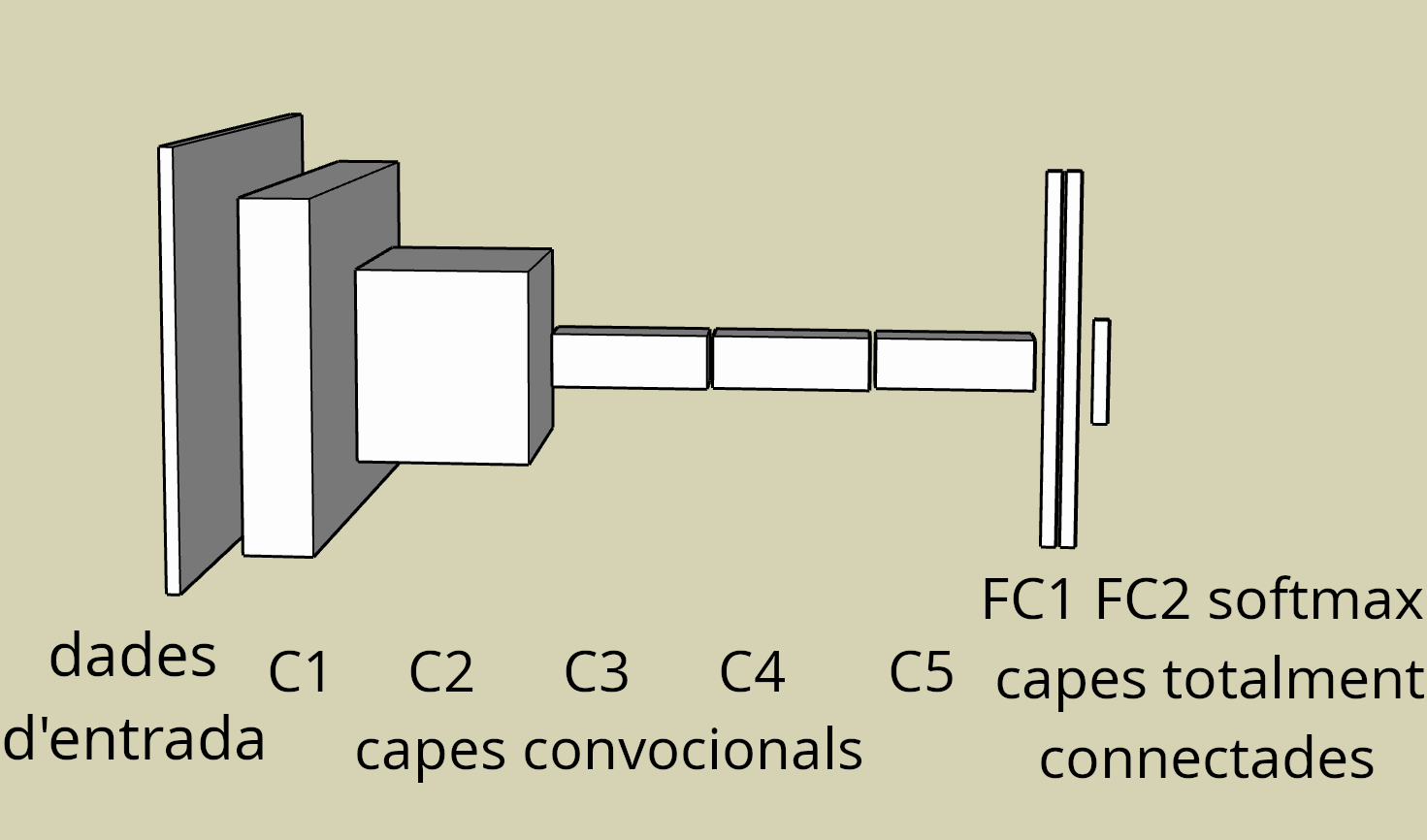
AlexNet: Una arquitectura de xarxa neuronal convolucional amb 5 etapes convolucionals i 3 capes completament connectades per a la classificació d'imatges

Diagrama de la xarxa neuronal convolucional AlexNet

AlexNet és el nom d'una arquitectura de xarxa neuronal convolucional (CNN), dissenyada per Alex Krizhevsky en col·laboració amb Ilya Sutskever i Geoffrey Hinton.
AlexNet va competir al repte de reconeixement visual a gran escala ImageNet el 30 de setembre de 2012. La xarxa va aconseguir un error del 15,3% en el top 5, més de 10,8 punts percentuals inferior al del segon classificat. El resultat principal del document original va ser que la profunditat del model era essencial per al seu alt rendiment, que era computacionalment costós, però que es feia factible gràcies a la utilització d'unitats de processament gràfic (GPU) durant l'entrenament.
AlexNet contenia vuit capes; les cinc primeres eren capes convolucionals, algunes d'elles seguides per capes d'agrupació màxima, i les tres darreres eren capes completament connectades. Va utilitzar la funció d'activació ReLU no saturant, que va mostrar un rendiment d'entrenament millorat sobre tanh i sigmoide.